# Vladimir Solomonovič Pozner
Vladimir Solomonovič Pozner (in russo Влади́мир Соломо́нович По́знер?; Parigi, 5 gennaio 1905 – Parigi, 19 febbraio 1992) è stato uno scrittore francese d'origini ebree russe.

## Biografia
La famiglia, di accese convinzioni antizariste, è costretta a rifugiarsi in Francia nel 1905. Pozner, presente a San Pietroburgo durante la Rivoluzione d'ottobre, ne darà testimonianza in 1001 jours. Diventa amico di Gor'kij, che per primo lo incoraggia alla scrittura (Souvenirs sur Gorki), così come di Brecht, Buñuel, Chagall, Oppenheimer e Picasso.
Dal 1921 è di nuovo in Francia, studia lettere alla Sorbona, dove incontra Irène Némirovsky. Traduce Tolstoj, Dostoïevski, fa conoscere in Francia la «giovane letteratura sovietica» (Isaac Babel, Vsévolod Ivanov, Lev Luntz, Alexeï Tolstoï, etc.). Viaggia negli Stati Uniti, dove dapprincipio – antifascista, militante comunista, ebreo – deve emigrare durante l'Occupazione. Partecipa come sceneggiatore all'epopea cinematografica degli anni quaranta a Hollywood, dove conosce Charlie Chaplin. Scrive ancora sulla guerra di Spagna (Espagne premier amour), sulla seconda guerra mondiale (Deuil en 24 heures, Les Gens du pays, Le Temps est hors des gonds), sulla guerra d'Algeria (Le Lieu du supplice).
Si può dire l'inventore di un genere letterario - fatto di testimonianze, reportage, ritagli di giornale, estratti, documenti, conglomerati in una sorta di montaggio cinematografico - che dà nuova dignità e voce alla letteratura nonfiction: Tolstoï est mort, Les États-Désunis', Qui a tué H.O. Burrell ?

## Opere

### Romanzi
- Panorama de la littérature russe, 1929
- Anthologie de la prose russe contemporaine, 1929
- Tolstoï est mort, 1935; Christian Bourgois éditeur Archiviato il 23 marzo 2017 in Internet Archive. 2010 (trad. it.: Tolstoj è morto, Adelphi, Milano 2010)
- Le Mors aux dents, 1937; Actes Sud / Babel 2005 (trad. it.: Il barone sanguinario, Adelphi, Milano 2012)
- Les États-Désunis, 1938; Lux Éditeur 2009
- Deuil en 24 heures, 1942
- Les Gens du pays, 1943
- Qui a tué H. O. Burrell ?, 1952 (trad. it.: Chi ha ucciso H. O. Burell?, Edizioni di cultura sociale, 1953)
- Souvenirs sur Gorki, 1957
- Le Lieu du supplice, 1959
- Le Lever du rideau, 1961
- Espagne premier amour, 1965
- Mille et un jours, 1967
- Le temps est hors des gonds, 1969
- Vladimir Pozner se souvient, 1972 (trad. it. Uomini del mio tempo: profili di Jean-Richard Bloch, Bertolt Brecht, Charlie Chaplin..., Editori riuniti, Roma 1975)
- Mal de lune, 1974
- Descente aux enfers, 1980
- Les Brumes de San Francisco, 1985; Actes Sud / Babel 2006
- Le Fond des ormes, Actes Sud 1986
- Cuisine bourgeoise, Actes Sud 1988
- Souvenirs sur Aragon et Elsa: le Temps des cerises / SALAET 2001 (posthume)

### Traduzioni
- Victor Chklovski, Voyage sentimental ; Kra, 1925; Gallimard, 1963
- Victor Chklovski, Zoo ; Gallimard, 1963, 1999
- Vassili Rozanov, L'Apocalypse de notre temps, traduit du russe par Vladimir Pozner et Boris de Schlœzer, éditions Ivrea, 1997.
- Léon Tolstoï, Journal intime (en collaboration avec Jean Chuzeville); Éd. du Trianon, 1926

## Filmografia
- I cospiratori (The Conspirators), regia di Jean Negulesco (1944)